# Lusonen

Siedlungsgebiet der Lusonen (blau)

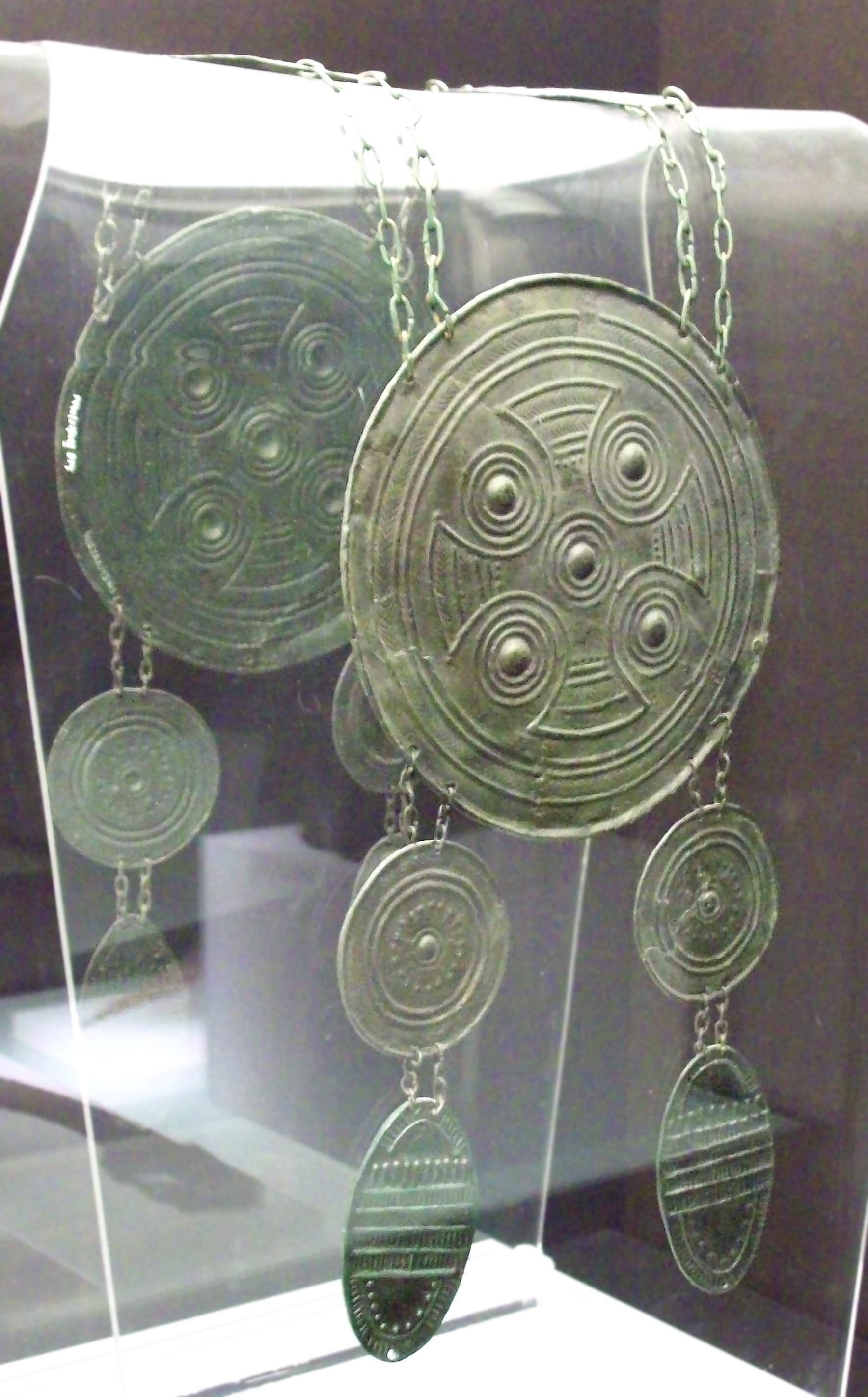
Bei Anguita gefundener keltiberischer Brustschild mit anhängendem Beinschutz – heute im Museo Arqueológico Nacional in Madrid

Die Lusonen (auch Lusoner) waren ein keltiberischer Volksstamm, der etwa in der Zeit vom 6. bis zum 2. Jahrhundert v. Chr. im Osten der zentralspanischen Hochebene (meseta central) ansässig war.

## Geschichte
Manche halten die Keltiberer und damit auch die Lusonen für eine zum Teil im 1. Jahrtausend v. Chr. eingewanderte und zum Teil indigene Mischbevölkerung; andere behaupten, dass es in der Hauptsache separat lebende keltische und iberische Bevölkerungsgruppen gegeben habe. Doch bereits der antike Historiker Strabon (* um 63 v. Chr.; † um 23. n. Chr.) benutzte das Wort ‚Keltiberer‘ im Sinne einer gemischten Bevölkerung. Ins historische Bewusstsein der antiken Welt traten die Keltiberer im Umfeld des Keltiberischen Kriegs (197–179 v. Chr.), der mit einem Friedensschluss zwischen den Römern unter Tiberius Gracchus und den Lusonen im Jahre 179 v. Chr. endete, und des Spanischen Kriegs (154–133 v. Chr.), gegen dessen Ende das römische Heer unter der Führung von Publius Cornelius Scipio Aemilianus Africanus die keltiberische oder keltische Hauptstadt Numantia belagerte, zerstörte und die Bewohner in die Sklaverei führte. Nach der römischen Machtübernahme auf der Iberischen Halbinsel verliert sich ihre Spur.

## Siedlungsgebiet
Das Siedlungsgebiet der Lusonen erstreckte sich entlang des Río Tajuña über die spanischen Provinzen Guadalajara und Saragossa sowie den Süden der Provinz Soria. Ortsnamen wie Luzón oder Luzaga werden mit ihnen in Verbindung gebracht; möglicherweise besteht auch eine Namensverwandtschaft zum Fluss Lozoya und zum gleichnamigen Ort. Vor allem im Norden ihres Siedlungsgebietes wurden mehrere keltiberische Hügelfestungen (castra) freigelegt – so z. B. bei Anguita und Luzón. Andere in römischen Texten überlieferte Siedlungsplätze, über deren genaue Lage Unklarheit besteht, waren Bursau, Carabis, Lutia und Turiasu.

## Brustschilde
Der zwischen dem 5. und frühen 4. Jahrhundert v. Chr. datierte Brustpanzer von Aguilar besteht aus runden Bronzescheiben, für die Brust und für den Rücken und mehreren runden oder ovalen Platten, die alle an Ketten hängen. Die Platten sind mit eingeprägten konzentrischen Kreisen und Linien verziert, die in Bezug zur astralen Symbolik stehen und mit einer schützenden Bedeutung für ihren Träger interpretiert werden können. Wahrscheinlich gehörte der (span. Pectoral de discos) einem keltiberischen Herrscher, der ihn über einem Lederhemd trug, um bei Zeremonien seine soziale Stellung zu zeigen. Es war zusammen mit seinen Waffen, die meisten aus Eisen, und verschiedenen Kleidungsstücken, Teil seiner Grabbeigaben.

## Wirtschaft
Neben Ackerbauern waren die Lusonen vor allem Viehzüchter (Schafe, Ziegen, Schweine); außerdem gab es unter ihnen kunstfertige Schmiede, die Bronze und Eisen zu Prunkschilden und Prunkgefäßen sowie zu Ackergerätschaften und Waffen verarbeiteten.